# Richard Hieb
Richard James Hieb (Jamestown, 21 september 1955) is een voormalig Amerikaans ruimtevaarder. Hieb zijn eerste ruimtevlucht was STS-39 met de spaceshuttle Discovery en vond plaats op 28 april 1991. Tijdens de missie werden een aantal experimenten uitgevoerd voor het Amerikaanse Ministerie van Defensie.
Hieb maakte deel uit van NASA Astronaut Group 11. Deze groep van 13 astronauten begon hun training in juni 1985 en werden in juli 1986 astronaut. In totaal heeft Hieb drie ruimtevluchten op zijn naam staan. In 1995 verliet hij NASA en ging hij als astronaut met pensioen. 